# Department for Transport, Energy and Infrastructure
 Department for Transport, Energy and Infrastructure (kurz auch DTEI, davor Department of Planning, Transport and Infrastructure, DPTI) ist die Straßen- und Verkehrsbehörde in South Australia, Australien. Sie ist zuständig für die Instandhaltung, den Ausbau und Betrieb des landesweiten Straßennetzes. Neben dem Straßenverkehr ist die Behörde auch für Häfen, Bootsanlegestellen sowie für Flughäfen, den Schienen- und öffentlichen Nahverkehr zuständig.
Das DPTI ist für 25 % des Straßennetzes in South Australia verantwortlich. Es umfasst 13.000 Kilometer asphaltierte und 10.000 Kilometer unbefestigte Straßen. Die übrigen 75 %, etwa 75.000 Kilometer, werden von den Local Government Areas oder der nationalen Straßenbaubehörde betrieben und instand gehalten.
Die wichtigsten Fernstraßen in South Australia sind:
- Eyre Highway
- Dukes Highway
- Stuart Highway
- Sturt Highway